# Platyrrhinus helleri
Platyrrhinus helleri là một loài động vật có vú trong họ Dơi mũi lá, bộ Dơi. Loài này được Peters mô tả năm 1866.

## Hình ảnh

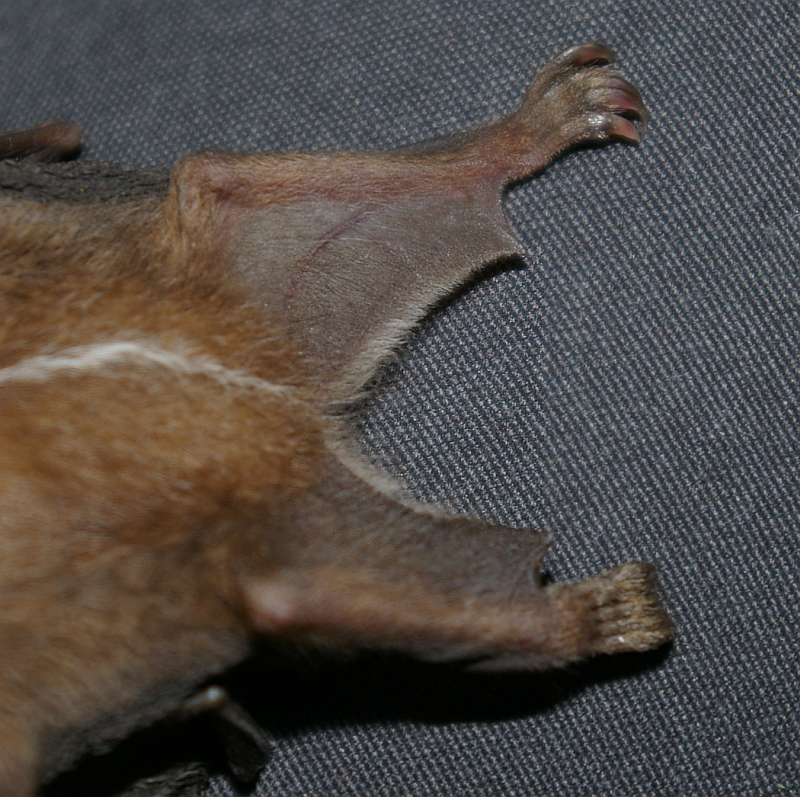
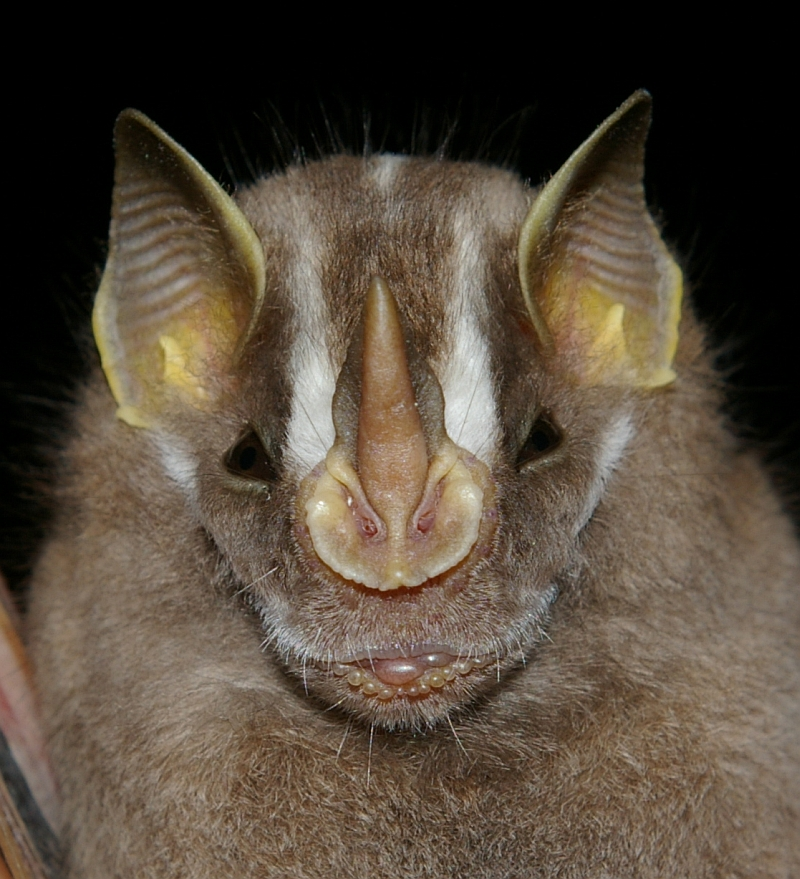